# فيليات الشكل
فيليات الشكل (الاسم العلمي: Elephantiformes) هي رتيبة من الحيوانات تتبع الرتبة الخرطوميات من طائفة الثدييات.

## التصنيف
- الأفيال
  - الفيلة
    - الفيلاوات
      - الفيلاوية